# Mafalda de Saboia
Mafalda de Saboia ou Matilde  (em francês: Mathilde de Savoie; 1125 — Coimbra, em 3 de dezembro de 1157 ou mais provavelmente em 1158 ) foi a primeira rainha de Portugal, desde 1146 até à sua morte, como esposa de Afonso I de Portugal.

## Origens
Era a segunda ou terceira filha do conde Amadeu III de Saboia e da sua segunda esposa Mafalda (ou Matilde) de Albon, (irmã de Guigues IV, conde de Albon, “o Delfim”). Uma tia de Mafalda, Adelaide de Saboia, foi rainha consorte de França pelo seu matrimônio com o rei Luís VI e um de seus tios-avô foi o Papa Calisto II.

## Possíveis razões para o seu casamento com Afonso Henriques
O pai de Mafalda havia participado na Segunda Cruzada e isso poderia ter sido uma das razões para a eleição de Mafalda como consorte do primeiro rei de Portugal com o objetivo de formar uma aliança entre o novo reino e a Casa de Saboia para a expulsão de muçulmanos do território português e, ao mesmo tempo, demonstrar a sua independência escolhendo uma esposa fora do escopo e influência da Monarquia de Leão.
Também é possível que Afonso Henriques não pudesse escolher uma das infantas dos reinos ibéricos por razões de parentesco ou que o casamento foi sugerido pelo cardeal Guido de Vico, o legado papal na Península Ibérica e uma das testemunhas em 1143 do Tratado de Zamora.
As rainhas de Portugal contaram, desde cedo, com os rendimentos de bens, adquiridos, na sua grande maioria, por doação. Por testamento, Mafalda reservou determinados direitos de portagem à manutenção de uma albergaria e uma gafaria (hospital para leprosos) que fundara na antiga vila de Canaveses (próximo do centro do atual concelho de Marco de Canaveses). De facto, D. Mafalda terá vivido em Canaveses durante algum tempo, dirigindo a reconstrução de uma velha ponte romana sobre o rio Tâmega. Tal leva a pensar se a terra em questão lhe pertenceria, apesar de continuarem a subsistir dúvidas sobre se as referências a Mafalda se reportam à rainha consorte de Afonso Henriques ou à sua neta, filha de Sancho I de Portugal.

## Vida como rainha consorte
A presença de Mafalda é registrada pela primeira vez em Portugal em 23 de maio de 1146, quando, junto com o marido, confirmou uma doação de sua sogra, Teresa de Leão  à Ordem de Cluny. Foi padroeira dos cistercienses e fundou o Mosteiro da Costa em Guimarães e uma albergaria para peregrinos, uma gafaria e uma capela na antiga vila de Canaveses (atualmente parte do concelho de Marco de Canaveses). Em Canaveses ainda sobrevive o paço real onde terá vivido, mas tendo sofrido já várias obras desde então.
O historiador medieval inglês, Walter Map, em sua obra De nugis curialium, diz que "o rei de Portugal que agora vive", quase com certeza Afonso I, tinha sido convencido por maus conselheiros de matar sua esposa grávida por causa do ciúme. No entanto, não há outra fonte para confirmar esta história que geralmente não é aceite.

## Morte e sepultura
A rainha Mafalda morreu em Coimbra, provavelmente em 3 de dezembro de 1158. Mafalda está sepultada no Mosteiro de Santa Cruz, em Coimbra, junto do marido.

## Descendência
Segundo os Annales D. Alfonsi Portugallensium Regis, o casamento com Afonso Henriques foi celebrado em 1145, no entanto não foi até um ano depois, em maio de 1146, quando ambos aparecem juntos pela primeira vez. O historiador José Mattoso cita outra fonte, "Notícias sobre a Conquista de Santarém", segundo a qual a cidade foi tomada em 15 de maio de 1147, menos de um ano após o casamento real. Devido a que naquele tempo os casamentos não podiam ser celebrados durante a quaresma, Mattoso sugere que o casamento foi celebrado em março ou abril de 1146, possivelmente no Domingo de Páscoa que naquele ano foi no dia 31 de março.
Deste casamento nasceram:
- D. Henrique Afonso de Portugal (5 de março de 1147[17]-1155), chamado como seu avô, morreu quando tinha apenas oito anos de idade.  Representou o seu pai, apesar da sua idade, com cerca de três anos, em um conselho na cidade de Toledo.[18]
- D. Urraca Afonso de Portugal (1148[18]-1211[19]) casou com o rei Fernando II de Leão.[19]
- D. Teresa Afonso de Portugal (1151[18]-1218[7]), depois do casamento chamada Matilde ou Mafalda,[19] casou com Filipe, Conde da Flandres[20] e depois em 1194 com seu primo Eudo III, Duque da Borgonha, matrimónio que foi anulado pelo Papa no ano seguinte por razões de consanguinidade.[19]
- D. Mafalda Afonso de Portugal (1153[18]-1162 ou depois de março de 1164[21][22]). Seu casamento com o infante Afonso de Aragão foi acordado por seu pai e pelo conde de Barcelona, Raimundo Berengário IV em janeiro de 1160.[17] Após a morte do conde de Barcelona no verão de 1162, o rei Fernando II de Leão convenceu a rainha viúva Petronila de Aragão, de modo que o compromisso do infante Afonso com Mafalda foi anulado e seu casamento foi acordado com a infanta Sancha de Castela, filha do segundo casamento do rei Afonso VII.[23] O ano preciso da morte de Mafalda, que morreu quando ainda era criança, é desconhecido.
- D. Sancho I de Portugal (1154-1211)[18], rei de Portugal.
- D. João Afonso de Portugal (1156-25 de agosto de 1164)[24][21]
- D. Sancha Afonso de Portugal (24 de novembro de 1157-14 de fevereiro de 1167[21]), nasceu dez dias antes da morte da mãe (se sua mãe morreu em 1157) e morreu antes de cumprir os dez anos,[25][26] segundo o livro de óbitos do Mosteiro de Santa Cruz.[17]